# Lgota (powiat chrzanowski)
Lgota – wieś w Polsce położona w województwie małopolskim, w powiecie chrzanowskim, w gminie Trzebinia przy drodze wojewódzkiej nr 791.
Lgota położona jest na Wyżynie Krakowsko-Częstochowskiej.
W latach 1954–1958 wieś należała do powiatu olkuskiego. W latach 1975–1998 miejscowość należała administracyjnie do województwa katowickiego.
W Lgocie istnieje szkoła podstawowa. Pod względem wyznaniowym wieś jest centrum rzymskokatolickiej parafii i zboru Adwentystów Dnia Siódmego.

## Części wsi
| SIMC    | Nazwa    | Rodzaj    |
| ------- | -------- | --------- |
| 0222924 | Nawsie   | część wsi |
| 0222930 | Skotnica | część wsi |
| 0222947 | Wzgórze  | część wsi |

## Historia
Tradycje górnictwa rudy galmanu sięgają końca XIII i XIV w. W 2. połowie XVII w. czynne były kopalnie galmanu, skąd wywożony był Wisłą do Gdańska, a stamtąd dalej dostarczany głównie do Szwecji, gdzie używano go do produkcji mosiądzu. Około 1720 r. spławiano do Gdańska z kopalni pod Lgotą rocznie 500 beczek, (ok. 350 ton galmanu), a w 2. poł. XVIII w. ok. 300 beczek (ok. 200 ton). Po 1854 r. po raz pierwszy użyto nazw własnych kopalń pochodzącymi od nazw pól górniczych. Kopalnia ostrężnicko-lgocka otrzymała imię Katarzyna, która dzieliła się na rewiry: I. Mrowce, II. Kocman, III., IV., V., VI. i VII. Przykra, VIII., X. i XI. Niwki, IX. Babskie. Zbudowana została cechownia, budynki mieszkalne dla dozoru i administracji, oraz składy i stajnie. W 1854 kopalnia była wyposażona m.in. w 75 lin szybowych, 70 okutych kibli do wyciągania urobku, 119 taczek, 84 sita i 44 cebry do przesiewania galmanu, 36 skrzyń do płukania galmanu, 1 miech do oczyszczania powietrza w chodnikach. Czynny był jeden kierat wydobywczy. Kopalnia składała się z kilkudziesięciu szybów i całego labiryntu chodników. W latach 1854–1857 została przebudowana na bity gościniec droga z Lgoty do Trzebini, którą wożono galman do trzebińskiej stacji kolejowej. Pod koniec XIX w. nastąpił upadek górnictwa rud cynkowych, wydobycie po 1890 r. zaczęło upadać, wskutek wyczerpywania się złóż. Drobne ilości galmanu wydobywano jeszcze koło przysiółka Galman do I wojny światowej.